# Mindfulness
El mindfulness consiste en prestar atención desapasionada a los pensamientos, las emociones, las sensaciones corporales y al ambiente circundante, sin juzgar si son adecuados. La atención se enfoca en lo que se percibe, sin preocuparse por los problemas, por sus causas y consecuencias, ni buscar soluciones. Es una práctica basada en la meditación vipassana. 
Entre las personas que han contribuido al desarrollo y popularización del mindfulness están Thích Nhất Hạnh, Herbert Benson, Jon Kabat-Zinn, Richard J Davidson  y Sam Harris.

## Origen del nombre
Mindfulness es un antiguo sinónimo en inglés de attention. Estuvo en desuso hasta 1881, cuando un magistrado británico destinado en Ceilán  llamado Thomas William Rhys Davids lo recuperó como traducción aproximada del concepto budista que en la lengua litúrgica pali se llama sati, «memoria del presente», que describe una de las siete facetas de la iluminación.
Casi un siglo más tarde, en la década de 1970, Jon Kabat-Zinn lo eligió para nombrar la meditación en su programa, con el objeto de salvar las reticencias existentes en ese tiempo hacia la mística oriental, dándole el significado actual: «conciencia que surge al prestar atención, con el propósito enfocado en el momento presente, y sin juzgar».

## Aplicaciones
El primer programa que incorporó el mindfulness como herramienta fue el Mindfulness-Based Stress Reduction (MBSR), —en español reducción del estrés basada en la atención plena—, creado por Jon Kabat-Zinn. Sobre la base de este programa se crearon otros, llamados Mindfulness-Based Interventions (MBIs), dirigidos hacia grupos más específicos, como la Mindfulness-Based Cognitive Therapy (MBCT), —terapia cognitiva basada en la atención plena—, diseñada para pacientes con depresión mayor con alto riesgo de recaída y recurrencia.
Una de las aplicaciones del mindfulness se dirigió a preparar a los militares estadounidenses para minimizar los trastornos que sufren durante el combate y sus secuelas, como el trastorno por estrés postraumático, la ansiedad o la depresión. El Mindfulness-based Mind Fitness Training, MMFT, o M-fit —entrenamiento mental basado en mindfulness— se enseña a los militares durante las semanas previas a un despliegue. Se ha usado para entrenar a las tropas que participaron en las guerras de Afganistán e Irak.
Si bien hay evidencia de que la terapia mindfulness tiene una efectividad mayor que la mera exposición a psicoeducación, relajación, imaginación, su eficacia es similar a la terapia cognitivo-conductual.
Desde su creación, el MBSR se ha aplicado tanto a personas sanas bajo estrés, como a pacientes con diversas enfermedades: artritis reumatoide, fibromialgia, cáncer, depresión, trastorno de estrés postraumático, esquizofrenia, etc. [cita requerida]
Se ha estudiado la posible influencia positiva del mindfulness, intentando correlacionarlo con biomarcadores, como varias interleucinas o neuropéptidos, tanto en población sana como afectada por enfermedades. Una de las líneas de investigación trata de demostrar que consigue mejorar los niveles en pacientes con tumores cancerígenos. Sin embargo, una revisión sistemática de la literatura previa, publicada en 2017, no logró correlacionar el descenso de esos marcadores con la práctica del mindfulness, ni en pacientes ni en población sana.
También se ha sostenido que la ansiedad puede aumentar con la práctica del mindfulness. En 2019, una investigación encontró que el 25% de las personas que practican mindfulness han padecido un aumento de la ansiedad, ataques de pánico, depresión y disociación durante la misma.

## Preocupaciones y críticas
Muchos de los estudios de revisión citados anteriormente también indican la necesidad de realizar más investigaciones de alta calidad en este campo, como la realización de estudios de intervención utilizando tamaños de muestra más grandes, el uso de más estudios controlados aleatorios y la necesidad de proporcionar más detalles metodológicos en los estudios informados. La mayoría de los estudios también miden la atención plena como un rasgo, y en las investigaciones que utilizan intervenciones de atención plena en la práctica clínica, la falta de una verdadera aleatorización plantea un problema para comprender la verdadera eficacia de la atención plena.
Sin embargo, los métodos experimentales que utilizan muestras aleatorias sugieren que la atención plena como estado o práctica temporal puede influir en las emociones sentidas como el disgusto y promover la toma de decisiones abstractas.También hay algunos estudios de revisión que encontraron poca diferencia entre las intervenciones de atención plena y los grupos de control, aunque también indicaron que su grupo de intervención fue tratado demasiado brevemente para que la investigación fuera concluyente. En algunos ámbitos, como el deporte, la falta de validez interna entre los estudios impide que se hagan afirmaciones sólidas sobre los efectos de la atención plena. Estos estudios también enumeran la necesidad de investigaciones más sólidas. También se han identificado varios problemas relacionados con la evaluación de la atención plena, incluido el uso actual de cuestionarios de autoinforme. También existe potencial de sesgo en la medida en que los investigadores en el campo también sean profesionales y posiblemente estén sujetos a presiones para publicar resultados positivos o significativos.